# Aconitum rhombifolium
Aconitum rhombifolium là một loài thực vật có hoa trong họ Mao lương. Loài này được F.H.Chen mô tả khoa học đầu tiên năm 1943.